# Takahashi Sakae
Takahashi Sakae (jap. 高橋 栄) war ein japanischer Fußballspieler.

## Nationalmannschaft
1925 debütierte Takahashi für die japanische Fußballnationalmannschaft. Mit der japanischen Nationalmannschaft qualifizierte er sich für die Far Eastern Championship Games 1925.